# Marplesia
Marplesia is een spinnengeslacht uit de familie Stiphidiidae. De twee onderliggende soorten komen voor in Nieuw-Zeeland.

## Soorten
- Marplesia dugdalei Forster & Wilton, 1973
- Marplesia pohara Forster & Wilton, 1973